# Felix Weil
Lucio Felix José Weil (Buenos Aires, 8 febbraio 1898 – Dover, 18 settembre 1975) è stato un sociologo e filantropo argentino di origine tedesca.
Egli era figlio del facoltoso mercante di origine tedesca Hermann, che lasciò la Germania verso il 1890 per intraprendere un lucroso commercio di grano, e di Rosa Weil. All'età di nove anni fu mandato in Germania per frequentare il Goethe-Gymnasium a Francoforte.

Eccettuato un importante anno all'università di Tubinga nel 1918-1919, dove iniziò il suo coinvolgimento con gli ambienti della gauche, rimase a Francoforte e si laureò con lode in scienze politiche. La sua tesi, sui problemi pratici dell'applicazione del socialismo, fu pubblicata in una serie di monografie da Karl Korsch.
Coi lasciti di famiglia nel 1923 finanziò il convegno dal titolo Erste Marxistische Arbeitswoche (Prima settimana di lavoro marxista) nella città tedesca di Ilmenau. Vi parteciparono figure come Georg Lukács, Karl Korsch, Richard Sorge, Friedrich Pollock, e Karl August Wittfogel.

Grazie al successo di questo evento, nel 1924 Weil e Friedrich Pollock fondarono l'Istituto di ricerche sociali, che raccolse adesione da alcuni eminenti intellettuali di quegli anni.
Nel 1945 Felix Weil si stabilì in California.